# Basketball Bundesliga de 1984–85
A Temporada 1984–85 da Basketball Bundesliga foi a 19.ª edição da principal competição de basquetebol masculino na Alemanha. A equipe do TSV Bayer 04 Leverkusen conquistou seu sexto título nacional.

## Equipes participantes
| Clube                   | Localização  |
| ----------------------- | ------------ |
| BSC Saturn Köln         | Colônia      |
| ASC 46 Göttingen        | Gotinga      |
| SSV Hagen               | Hagen        |
| DTV Charlottenburg      | Berlim       |
| TSV Bayer 04 Leverkusen | Leverkusen   |
| MTV 1846 Giessen        | Giessen      |
| BC Giants Osnabrück     | Osnabruque   |
| 1. FC Bamberg           | Bamberga     |
| USC Heidelberg          | Edelberga    |
| ART Düsseldorf          | Dusseldórfia |

## Classificação Fase Regular

### Temporada Regular
| Pos. | Clube                   | V  | D  | Pts      | Pts+ : Pts- | Classificação |
| ---- | ----------------------- | -- | -- | -------- | ----------- | ------------- |
| 1    | BSC Saturn Köln         | 17 | 1  | 34:02:00 | 1637:1281   | Playoffs      |
| 2    | ASC 46 Göttingen        | 16 | 2  | 32:04:00 | 1579:1289   | Playoffs      |
| 3    | SSV Hagen               | 12 | 6  | 24:12:00 | 1387:1329   | Playoffs      |
| 4    | DTV Charlottenburg      | 11 | 7  | 22:14    | 1484:1418   | Playoffs      |
| 5    | TSV Bayer 04 Leverkusen | 10 | 8  | 20:16    | 1418:1379   | Playoffs      |
| 6    | MTV 1846 Giessen        | 8  | 10 | 16:20    | 1302:1431   | Playoffs      |
| 7    | BC Giants Osnabrück     | 6  | 12 | 12:24    | 1363:1484   | Playoffs      |
| 8    | 1. FC Bamberg           | 5  | 13 | 10:26    | 1365:1540   | Playoffs      |
| 9    | USC Heidelberg          | 5  | 13 | 10:26    | 1371:1500   | Rebaixados    |
| 10   | ART Düsseldorf          | 0  | 18 | 00:36    | 1318:1573   | Rebaixados    |

## Segunda Fase

### Grupo A
| Pos. | Clube                   | V  | D  | Pts      | Pts+ : Pts- | Classificação |
| ---- | ----------------------- | -- | -- | -------- | ----------- | ------------- |
| 1    | BSC Saturn Köln         | 20 | 4  | 40:08:00 | 2017:1658   | Playoffs      |
| 2    | TSV Bayer 04 Leverkusen | 15 | 9  | 30:18:00 | 1924:1796   | Playoffs      |
| 4    | SSV Hagen               | 15 | 9  | 30:18:00 | 1663:1605   |               |
| 5    | BC Giants Osnabrück     | 7  | 17 | 14:34    | 1708:1921   |               |

### Grupo B
| Pos. | Clube              | V  | D  | Pts      | Pts+ : Pts- | Classificação |
| ---- | ------------------ | -- | -- | -------- | ----------- | ------------- |
| 1    | ASC 46 Göttingen   | 21 | 3  | 42:06:00 | 2109:1753   | Playoffs      |
| 2    | DTV Charlottenburg | 16 | 8  | 32:16:00 | 2001:1889   | Playoffs      |
| 4    | MTV 1846 Giessen   | 8  | 16 | 16:32:00 | 1756:1950   |               |
| 5    | 1. FC Bamberg      | 7  | 17 | 14:34    | 1830:2052   |               |

## Playoffs
|  | Semifinais | Semifinais              | Semifinais              |   |  | Final              | Final | Final |
|  |            |                         |                         |   |  |                    |       |       |
|  | A1         | BSC Saturn Köln         | 0                       |   |  |                    |       |       |
|  | B2         | DTV Charlottenburg      | 2                       |   |  |                    |       |       |
|  |            |                         |                         |   |  | DTV Charlottenburg | 0     |       |
|  |            |                         | TSV Bayer 04 Leverkusen | 2 |  |                    |       |       |
|  | B1         | ASC 46 Göttingen        | 1                       |   |  |                    |       |       |
|  | A2         | TSV Bayer 04 Leverkusen | 2                       |   |  |                    |       |       |

## Campeões da Basketball Bundesliga (BBL) 1984–85
| Campeões da BBL 1984–86            |
| ---------------------------------- |
| TSV Bayer 04 Leverkusen 6.º título |

## Clubes alemães em competições europeias
| Clube | Competição         | Resultado |
| ----- | ------------------ | --------- |
| -     | Copa dos Campeões  | -         |
| -     | Copa Korać         | -         |
| -     | FIBA Copa Europeia | -         |